# Småtjärnarna (Floda socken, Dalarna)
Småtjärnarna är en sjö i Gagnefs kommun i Dalarna och ingår i Dalälvens huvudavrinningsområde.